# Troglohyphantes caporiaccoi
Troglohyphantes caporiaccoi là một loài nhện trong họ Linyphiidae.
Loài này thuộc chi Troglohyphantes. Troglohyphantes caporiaccoi được Paolo Marcello Brignoli miêu tả năm 1971.